# Das Ultimatum
Das Ultimatum (Originaltitel: Twilight’s Last Gleaming) ist ein US-amerikanisch-deutscher Thriller von Robert Aldrich aus dem Jahr 1977. Die Literaturverfilmung basiert auf dem Roman Rothaut in Viper 3 von Walter Wager. Er handelt von einem früheren US-General, der einen Atomraketen-Silo in seine Gewalt bringt, um die Veröffentlichung geheimer Dokumente über den Vietnamkrieg zu erzwingen.

## Titel
Der englische Originaltitel Twilight’s Last Gleaming („Der letzte Schein der Dämmerung“) ist ein Zitat aus The Star-Spangled Banner, der Nationalhymne der USA:

„O say, can you see, by the dawn’s early light / what so proudly we hailed at the twilight’s last gleaming.“

## Handlung
Montana, USA, 1981: Der aus dem Gefängnis ausgebrochene Ex-General Dell dringt mit drei Begleitern in einen unterirdischen Raketensilo ein. Er kennt sich hier bestens aus, denn die Pläne der Station stammen von ihm selbst. Dell war aus dem Verkehr gezogen worden, weil er die wahren Hintergründe des Vietnamkriegs kennt und darauf gedrängt hatte, die Öffentlichkeit nicht länger zu täuschen. Vom neugewählten US-Präsidenten Stevens, einem Mann des Volkes, erhofft der Ex-General, er werde die ganze schmutzige Affäre offenlegen und so zu seiner, Dells, persönlichen Rehabilitierung beitragen. Dell stellt dem Präsidenten ein Ultimatum und droht mit dem Abschuss der Atomraketen, die er jetzt kontrolliert.
Die Abschussbasis der Titan-Raketen wird von Armee-Einheiten umstellt. Leiter dieser Gegenaktion ist der eiskalte General MacKenzie, der Dell und seine Freunde zu überrumpeln versucht. Als dies missglückt, erklärt sich Präsident Stevens bereit, Dells Geisel zu werden und mit ihm und dessen letztem Begleiter in einem Flugzeug die USA zu verlassen. Die Dokumente, die die frühere Regierung belasten, sollen im Fernsehen verlesen werden. Dass Staatsgeheimnisse jedoch mehr gelten als Menschenleben, wird spätestens bei der Prophezeiung von Dells letztem Freund klar, die Mächtigen würden sogar den Präsidenten über die Klinge springen lassen, wenn sie diese Geheimnisse anders nicht bewahren könnten. Als Dell, sein Begleiter und der Präsident ins Freie treten, sterben sie im Kugelhagel der Scharfschützen.
Präsident Stevens, der mit der Möglichkeit seines Todes gerechnet hat, wird noch nachträglich betrogen: Die Dokumente bleiben im Safe, denn Staatsgeheimnisse müssen geheim bleiben.

## Synchronisation
| Darsteller           | Synchronsprecher        | Rolle                    |
| -------------------- | ----------------------- | ------------------------ |
| Burt Lancaster       | Gert Günther Hoffmann   | Lawrence Dell            |
| Paul Winfield        | Wolfgang Hess           | Willis Powell            |
| Burt Young           | Peter Thom              | Augie Garvas             |
| William Smith        | Hartmut Becker          | Hoxey                    |
| Charles Durning      | Hans Korte              | Präsident David Stevens  |
| Richard Widmark      | Friedrich W. Bauschulte | General Martin MacKenzie |
| Gerald S. O’Loughlin | Manfred Schott          | Frank O’Rourke           |
| Charles Aidman       | Fred Maire              | Colonel Bernstein        |
| Melvyn Douglas       | Peter Capell            | Zachariah Guthrie        |
| Joseph Cotten        | Wolf Ackva              | Arthur Renfrew           |
| William Marshall     | Herbert Weicker         | General William Klinger  |
| Richard Jaeckel      | Klaus Löwitsch          | Captain Stanford Towne   |
| Shane Rimmer         | Günther Sauer           | Colonel Franklin         |
| Ed Bishop            | Michael Cramer          | Major Fox                |
| Leif Erickson        | Arnold Marquis          | Ralph Whittaker          |

## Erstaufführungen
- USA 9. Februar 1977
- Deutschland 28. Oktober 1977
- Österreich im Oktober 1977

## Kritiken
Robert Aldrich, der in diesem Film „einen Beitrag zur 200-Jahr-Feier der USA“ sieht, äußerte sich gegenüber der Presse: „Mit dieser Geschichte, die sich mit dem Recht des Volkes auf umfassende Informationen befasst, hätten wir in Amerika große Schwierigkeiten gehabt. Deshalb sind wir damit nach Deutschland gegangen“ (zu Bavaria Film und Produzent Helmut Jedele).
Der Antikriegsfilm, in dem die US-Generalität und die US-amerikanische politische Führung nicht gut wegkommen, stellt die Frage, ob eine Demokratie überleben kann, ohne dem Volk die volle Wahrheit zu sagen.

## Trivia
- Bei den Panzerfahrzeugen handelt es sich um modifizierte Bundeswehr-Hotchkiss SPz-11-2-Panzer (2-2/91-2 Version) und einen schweizerischen Panzerjäger G13. Als Helikopter kam ein umlackierter Bölkow Bo105-Hubschrauber zum Einsatz.
- Shane Rimmer und David Healy spielten in der Serie Die 2 in der Folge Der große Lomax zwei USAAF-Offiziere. Rimmer war hier jedoch der verkleidete Bösewicht Lomax und Healy spielte Colonel Adler.

## Auszeichnungen
Saturn Award 1978
- nominiert:
  - Bester Science-Fiction-Film